# Harperocallis flava
Harperocallis flava, jedina sjevernoamerička vrsta iz roda Harperocallis, porodica tofildijevki. Endem je amerilke države Floride, gdje je nazivaju Harper's beauty (harperova ljepota). Prvi puta opisana je 1968. godine, a njezino jedino stanište je u Nacionalnoj šumi Apalachicola u Floridi.
Višegodišnja je biljka uspravne stabljike i žutog cvijeta koja voli vlažna staništa. Naraste od 22–55 cm visine. Cvate u travnju i svibnju.